# Embalse de El Vellón
El originalmente llamado embalse de El Vellón, que se denomina en la actualidad oficialmente embalse de Pedrezuela está localizado en el norte de la Comunidad de Madrid, en el piedemonte de la Sierra de Guadarrama. Represa al río Guadalix-Miraflores, en la cuenca del río Tajo. Se terminó de construir en 1967.

## Descripción
Su cuenca de captación es de unos 216 km², y recibe una media de 67 hm³ al año. Regula el agua que embalsa mediante compuertas, y también dispone de un desagüe y de un aliviadero. Su presa es de bóveda, tiene capacidad para 41,23 hm³ y su lámina de agua como máximo ocupa 393,09 ha.
El diseño de la presa de bóveda gruesa de doble curvatura fue el primero de este tipo utilizado en una presa del Canal de Isabel II. La estructura del diseño utilizado fue ensayada en el laboratorio de Ingeniería de Lisboa y su cálculo fue realizado con "programas electrónicos", lográndose un ahorro de hormigón de casi la mitad respecto al que hubiera sido necesario para construir una presa de tipo de gravedad. Posteriormente se construiría el embalse de El Atazar con este diseño de bóveda de doble curvatura, pero allí los problemas surgidos en los estribos dispararon los costes inicialmente previstos.

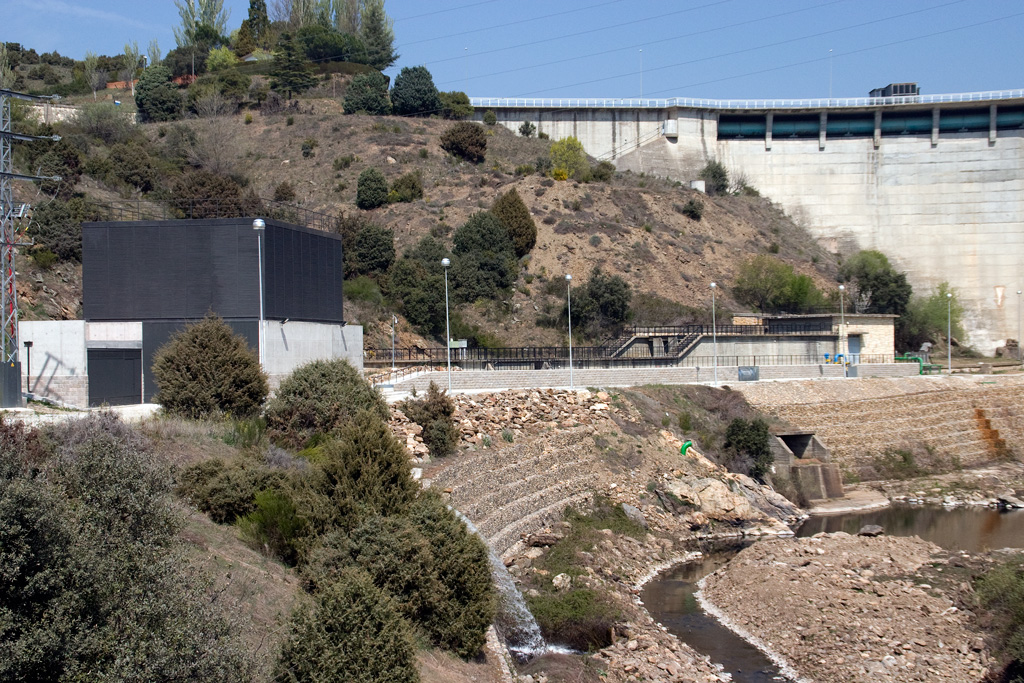
Minicentral de Pedrezuela. Dique de la presa soportando los tubos del canal Alto.

Este embalse fue construido por el Canal de Isabel II, para el aprovechamiento de las aguas reguladas del río Guadalix en el abastecimiento de aguas a Madrid. De él parte el canal de El Vellón que capta las aguas del embalse en una torre de toma con tomas a tres cotas diferentes. Este canal conduce sus aguas hasta el canal de El Atazar.
El dique del embalse soporta el paso de la variante del canal Alto que fue construida para sustituir el sifón por el que transcurría este canal antes de la construcción del embalse y que resultó inundando. Este canal también permite la posibilidad de transvasar a este embalse aguas procedentes de los ríos Sorbe, Jarama y Lozoya, desde el depósito superior del nudo de Calerizas en Torrelaguna.
A los pies del embalse se construyó una minicentral eléctrica que aprovecha la energía de las aguas que se envían por el canal de El Vellón, al romper la carga de la altura del nivel del embalse. Esta instalación entró en servicio en el año 2009.

## Polémica sobre su denominación
En toda la documentación relativa al proyecto y la construcción de este embalse se le denominó Embalse de El Vellón. El motivo de esta denominación original no está clara, dado que el embalse queda fuera del término municipal de este pueblo. El territorio del dique y gran parte de la zona anegada pertenecen al municipio de Pedrezuela, mientras la cola queda dentro del territorio de Guadalix de la Sierra. Cercano al dique del embalse quedó sumergido en sus aguas el "Molino del Vellón", llamado así porque venían a moler los habitantes del citado pueblo. Posiblemente este fuera el motivo de la denominación original del embalse. El ayuntamiento de Pedrezuela no quedó conforme con esta denominación y logró, después de que el Canal de Isabel II dejara de depender del Ministerio de Obras Públicas y pasara a depender de la Comunidad de Madrid, que se cambiara el nombre oficial del embalse, pasando a denominarse embalse de Pedrezuela. No obstante el canal que sale del embalse conserva la denominación oficial de canal de El Vellón.